# نیکولوز موسخلیشویلی
نیکولوز موسْخِلیشْویلی (به گرجی: ნიკოლოზ მუსხელიშვილი) (زادهٔ ۱۶ فوریهٔ ۱۸۹۱، درگذشت ۱۶ ژوئیهٔ ۱۹۷۶ میلادی)، ریاضی‌دان، فیزیک‌دان و مهندس گرجی، یکی از صاحب نظران در زمینه‌های کشسانی، معادلات انتگرال و مسائل ارزش کرانی و یکی از بنیانگذاران آکادمی علوم گرجستان بوده، که با تعداد زیادی از دانشگاه‌ها، آکادمی‌های علوم و انستیتوهای علمی در شوروی و خارج از آن همکاری داشته، در بعضی از آنان عضو افتخاری بوده و در بعضی نیز عضویت رسمی داشته‌است. او تعداد زیادی از جوایز ملی و بین‌المللی را کسب کرده و آثار بسیاری در زمینهٔ علوم ریاضیات، فیزیک و مکانیک به چاپ و انتشار رسانده‌است.